# Schaereria bullata
Schaereria bullata är en lavart som beskrevs av Kantvilas. Schaereria bullata ingår i släktet Schaereria och familjen Schaereriaceae.   Inga underarter finns listade i Catalogue of Life.